# Агама Лавсона
Агама Лавсона (Pogona henrylawsoni) — представник роду бородатих агам з родини агамових.

## Опис
Загальна довжина сягає 28 см. Спостерігається статевий диморфізм — самиці дещо більше за самців. Ця агама має блідіше забарвлення в порівнянні з іншими представниками роду, в якій переважають жовтий колір із зеленуватим тоном. Голова, шиї та передня частина тулуба вкриті маленькими шипиками. Її особливість — це відсутність «бороди». 

## Спосіб життя
Полюбляє піщані рівнини і порослі чагарником пагорби. Ховається у власних норах. Харчується комахами та безхребетними.
Це яйцекладна ящірка. Самиця відкладає до 20 яєць. Через 2 місяці з'являються молоді агами.

## Розповсюдження
Це ендемік Австралії. Мешкає у центральній частині та на околицях Північної території.